# Роговский, Михаил Константинович
Михаил Константинович Роговский (15.06.1925, Минская область — 05.12.1981) — советский военнослужащий, участник Великой Отечественной войны, полный кавалер ордена Славы, командир отделения 498-го стрелкового полка 132-й стрелковой дивизии 47-й армии 1-го Белорусского фронта, сержант.

## Биография
Родился 15 июня 1925 года в деревне Нежаровка Любанского района Минской области Белоруссии в крестьянской семье. Белорус. Окончил 5 классов.
Во время Великой Отечественной войны, находясь на временно оккупированной территории Белорусской ССР, с 1942 года по июнь 1944 года воевал в 64-й партизанской бригаде имени Чкалова.
В Красной Армии и на фронте с июля 1944 года. Особо отличился в боях на территории Польши и Германии.
Командир отделения 498-го стрелкового полка сержант Михаил Роговский 15 января 1945 года при расширении плацдарма на левом берегу реки Висла в районе западнее польского города Яблонна-Легьоново в рукопашном схватке уничтожил трёх противников.
Приказом по 132-й стрелковой дивизии от 23 января 1945 года за мужество и отвагу проявленные в боях сержант Роговский Михаил Константинович награждён орденом Славы 3-й степени.
В бою за польский населенный пункт Загемюль, расположенный в четырёх километрах северо-восточнее польского города Дёйч-Кроне, 1 февраля 1945 года командир отделения 498-го стрелкового полка сержант Михаил Роговский в числе первых ворвался в Загемюль и автоматным огнём подавил вражескую пулемётную точку.
Приказом по 47-й армии от 5 марта 1945 года за мужество и отвагу проявленные в боях сержант Роговский Михаил Константинович награждён орденом Славы 2-й степени.
При прорыве обороны противника 14 апреля 1945 года восточнее населённого пункта Ной-Барним, расположенного в одиннадцати километрах восточнее германского города Врицен, командир отделения 498-го стрелкового полка сержант Михаил Роговский гранатами разбил пулемётное гнездо, затем из автомата уничтожил шестерых вражеских солдат, облегчая продвижение своей пехоте. В этом бою он заменил выбывшего из строя командира взвода и личным примером увлёк бойцов за собой.
Указом Президиума Верховного Совета СССР от 31 мая 1945 года за образцовое выполнение заданий командования в боях с немецко-вражескими захватчиками сержант Роговский Михаил Константинович награждён орденом Славы 1-й степени, став полным кавалером ордена Славы.
День Победы воин встретил на берегах реки Эльбы, и продолжал нести армейскую службу. В 1949 году старшина Роговский М. К. демобилизован.
Жил в деревне Доросино Любанского района Минской области Белоруссии. Работал лесотехником в Уречском лесничестве Слуцкого лесхоза. Скончался 5 декабря 1981 года.
Награждён орденами Славы 1-й, 2-й и 3-й степени, медалями.
Одна из улиц в деревне Доросино названа именем Михаила Роговского.